# Świkszczany
Świkszczany (lit. Švikščionys) – wieś na Litwie, w okręgu uciańskim, w rejonie ignalińskim, w starostwie Rymszany.
Inna nazwa miejscowości – Świekszczany.

## Historia
W dwudziestoleciu międzywojennym folwark i kolonia leżały w Polsce, w województwie nowogródzkim (od 1926 w województwie wileńskim), w powiecie brasławskim, w gminie Dryświaty.
Według Powszechnego Spisu Ludności z 1921 roku zamieszkiwało
- folwark – 13 osób, wszystkie były wyznania rzymskokatolickiego i zadeklarowały polską przynależność narodową. Był tu 1 budynek mieszkalny[3]. W 1931 zamieszkiwało tu 19 osób w 1 budynku[1].
- kolonię – 62 osoby, wszystkie były wyznania rzymskokatolickiego i zadeklarowały polską przynależność narodową. Było tu 13 budynków mieszkalnych[3]. W 1931 zamieszkiwało tu 108 osób w 21 budynkach[1].

Miejscowość należała do parafii rzymskokatolickiej w Gajdach. Podlegała pod Sąd Grodzki w m. Turmont  i Okręgowy w Wilnie; właściwy urząd pocztowy mieścił się w m. Dryświatach.